# 博希氏孔鯒
博希氏孔鯒，又稱博希氏孔牛尾魚，為輻鰭魚綱鮋形目牛尾魚亞目牛尾魚科的其中一種，分布於中西太平洋區，包括馬來西亞、印尼、汶萊、澳洲、菲律賓、新加坡、巴布亞紐幾內亞等海域，屬底棲性魚類，棲息深度可達50公尺，體長可達45公分，生活在水淺的珊瑚礁區，屬肉食性，可做為食用魚及遊釣魚。